# Patstelling
Een patstelling of kortweg pat is een situatie in het schaakspel, waarin de speler die aan zet is geen reglementaire zet kan doen en niet schaak staat. De partij eindigt bij een patstelling in remise.
Voor de speler die sterk staat, is remise onvoordelig; hij wil daarom pat voorkomen. Als de tegenstander vrijwel geen materiaal meer heeft, maar nog niet opgeeft, moet de potentiële winnaar behoedzaam spelen en opletten dat hij geen pat veroorzaakt. Voor de speler die zwak staat, is remise voordelig. Hij kan proberen zichzelf nog meer te verzwakken door zijn resterende stukken te offeren, zoals het geval is bij een dolle toren en bij het tweede hier afgebeelde diagram. 
Het is mogelijk dat een speler pat staat, terwijl hij nog veel stukken op het bord heeft, maar dat is zeldzaam. De mogelijkheden voor pat zijn groter als hij alleen nog een koning heeft. Eventueel heeft hij nog enkele andere stukken, bijvoorbeeld pionnen die door een ander stuk geblokkeerd zijn of absoluut gepende stukken.

## Promotie
Een pion die de overkant bereikt, promoveert naar keuze tot dame, toren, loper of paard. Het lijkt niet erg zinvol een toren of loper te kiezen (minorpromotie), want die stukken kunnen niets wat een dame niet kan. Door de patregel is het soms toch gunstiger: er zijn situaties waarin promotie tot een dame tot pat leidt, dus tot remise, terwijl met een toren of loper de tegenstander kan worden mat gezet.

## Geschiedenis van pat
De regel omtrent pat heeft een levendige ontstaansgeschiedenis. In een van de voorlopers van het moderne schaken, Chaturanga, betekende pat een nederlaag voor de speler die de zet uitvoerde die tot pat leidde; in een andere voorloper, Shatranj, betekende het juist een overwinning.
In de loop van de geschiedenis hield pat in diverse perioden het volgende in:
- halve winst voor de speler die de tegenstander pat zet (Spanje 17e eeuw)[3]
- winst voor de speler die de tegenstander pat zet (Rusland 17e eeuw, en Groot-Brittannië 17e en 18e eeuw)[4]
- niet toegestaan; als een speler een zet deed waarmee de tegenstander pat werd gezet, moest hij de zet terugnemen en een andere zet doen (Oost-Azië tot in de 20e eeuw)[5]
- de speler die pat staat, moet een zet overslaan (Frankrijk, middeleeuwen)[6]
- remise (Italië, 14e eeuw, vanwaar het zich heeft verspreid over Europa)

## Figuurlijke betekenis
In overdrachtelijke zin is er sprake van een patstelling, als, bijvoorbeeld bij onderhandelingen, geen van beide partijen nog een stap kan zetten om tot overeenstemming te komen. Het woord betekent dan dat er een impasse is ingetreden.
De Van Dale benoemt dit als: "moeilijke positie waaruit men zich niet kan redden".